# Santa Eulàlia de Soriguera
Santa Eulàlia de Soriguera, també dedicada a Sant Pere, és l'església parroquial del poble de Soriguera, pertanyent al terme municipal del mateix nom, a la comarca del Pallars Sobirà. Formava part del seu terme primigeni. Està situada en el mateix poble de Soriguera, en el seu extrem nord-est. Era sufragània de l'església de Sant Esteve de Junyent.
Petita capella de murs de pedra que presenta planta rectangular amb capçalera orientada al nord i la porta d'accés de reduïdes dimensions, als peus de la nau. Aquesta està formada per una arc de mig punt. Per damunt de la porta s'inscriu un petit òcul. Fins al 1962 presidia la façana una espadanya de doble arcada. La coberta és de llicorella és a dues vessants. La part inferior del mur de la façana apareix arrebossat.